# Robin Hood (film din 1973)

Robin Hood este un film de animație în regia lui Wolfgang Reitherman și lansat în 1973. Filmul relatează povestea tradițională engleză Robin Hood, ce se concentrează pe lupta unui haiduc împotriva tiranicului Prinț John, toate personajele fiind personificate de animale.
Este al 21-lea film din seria de filme animate Disney, serie care a început în 1937 o dată cu Albă ca Zăpada și cei șapte pitici, și filmul de animație clasic cu cele mai importante încasări din toate timpurile. A fost a două producție realizată după moartea lui Walt Disney, cu toate că unele elemente au fost extrase dintr-o producție abandonată numit Reynard the Fox, în care Disney a fost implicat.

Afișul original în limba engleză